# 中华人民共和国宪法史
中华人民共和国宪法史描述了其宪法制度的演变过程。中华人民共和国宪法的初版于1954年颁布。1975年和1978年刊行新宪，目前所实施之《中华人民共和国宪法》于1982年颁布。每一版《中华人民共和国宪法》都存在显著差异，八二宪法又经历了数次修订。此外，在宪法文本未经修订的情况下，制宪会议的变动导致中华人民共和国政府构成发生重大变化。

## 背景和先例
中国王朝时期实行的是在封建分权和集权专制之间摇摆不定的宪政制度。君主立宪制和成文宪法的思想在19世纪末开始影响中国政局，这在很大程度上立即受到明治天皇在任内颁布的《大日本帝国宪法》的启发。第一次立宪尝试是在1898年的戊戌变法，但慈禧太后支持的保守派发动政变使立宪梦流产。但保守派在后来也提出向宪政过渡的政策。然而《钦定宪法大纲》直至1908年才公布，而第一部具有法律效力的宪法文件直到1911年辛亥革命后方才生效，次年（1912年），清朝灭亡。
1912年成立的中华民国以一系列宪制性法律管理。他们的大部分条款（尤其是国民党参与编写的段落）旨在反映孙中山“三民主義”和西方标准。 国民政府迫于内外压力，于1946年仓促宣布结束孙中山宪政三阶段论中的训政阶段，颁布《中华民国宪法》。1940年代末至1950年代初，中华民国政府逐渐失去对中国大陆的控制权，但中华民国宪法几经修订，仍作为国府迁台后的政府组织法。

## 共同纲领
1949年，内战决定性地倒向中共一方。 6月，中共组织中国人民政治协商会议，准备建立新民主主义政权，结束中华民国大陆时期。
1949年9月21日，全国政协第一次会议开幕，中国共产党和八个民主党派的成员出席了会议。一次政协实际等同于制宪议会。会议批准《中国人民政治协商会议共同纲领》作为临时宪法，确立新政府的结构，并确定了新的国号和国家象征。会上选举毛泽东等人作为第一节中央人民政府成员。会后，中华人民共和国于1949年10月1日宣告成立。
中华人民共和国以《共同纲领》运作了五年，其民主和包容程度是迄今为止中国政府中从未有过的。共同纲领的条款包括保障保护私产（第三条）、团结资产阶级（第十三条）和帮助私企（第三十条）。第一届人民政府于1949年选出，其中不乏大量中共党外人士当选。

## 五四宪法
‍在第一届政协任期届满后，党中央原想继续以《共同纲领》代行宪法。由于斯大林基于尽快建立一党制政府的多次建议，促使中共加快了召开人民代表大会和制宪的进程。依《共同纲领》，第一届全国人大的召开工作和初版《中华人民共和国宪法》的起草工作迅速开始。 1952年12月24日，时任政务院总理周恩来在全国政协第一届常委会第四十三次会议上代表中国共产党动议起草新宪。决议获得通过，1953年1月13日，中央人民政府任命毛泽东为首的三十人组织宪法起草委员会。
起草过程由中共主导，且几乎完全局限于中共中央政治局。 1954年3月，宪法草案移交全国政协，并在1954年春夏期间进行全民讨论。 1954年9月20日，也就是《共同纲领》通过整整五年后，第一届全国人民代表大会第一次会议一致通过新宪。该版宪法后被称为“五四宪法”。
五四宪法分序言和四章，共一百零八条。它确立了一个与目前中国政府结构高度相似的结构。 五四宪法第二章确立了由六个结构部分组成的政府体制。最高政府机关兼立法机关是全国人民代表大会。行政机构由国家主席和国务院组成。地方各级政府由各级人大和人民委员会组成。民族自治地方将根据当地多数人的意愿，决定其治理形式。最后，以最高人民法院和最高人民检察院（代政府调查犯罪）为首的法院等级构成了司法体系。
第三章规定了公民基本权利和义务，较全面地保障人权，同时也规定了纳税、服兵役、守法的义务。
与后来的宪法一样，五四宪法并不是一成不变的。修宪不经过公投或其他方式，而是在全国人民代表大会表决（支持票达三分之二方可通过，参见宪法第27条第1款和第29条）。
五四宪法是一部过渡宪法，在中国发展社会主义经济之后又有进行修订。

## 七五宪法
然而，中国政府或多或少地在短时间内发挥了设想的作用。1957年，反右运动标志着中共一系列政治运动和政治清洗大开始，在此期间，宪法在很大程度上没有尊重司法独立原则。文革时期（1966-1976）更是达到顶峰，期间政府事实上陷入瘫痪状态。 1966年，时任中华人民共和国主席刘少奇遭批斗，1967年起被软禁。刘氏最终于1969年逝世，其死讯被严密封锁，国家主席一职长期空缺。在此期间，全国大部分政府机构瘫痪；各级人民委员会被革命委员会取代。权力几乎不经选举，而是通过批斗和武装冲突转移。
1975年，毛泽东及其支持者试图通过颁布新宪法来正式确立他们的权力。根据七五宪法，国家主席一职被废除，毛泽东作为中共中央主席成为唯一的权力中心。国家元首改为全国人大常委会委员长（当时朱德担任此职）。革命委员会法律上取代了人民委员会。宪法被缩短到30条，公民的基本权利和义务一章较五四宪法大减。公民的财产权、隐私权、不受政治歧视的自由、行动自由、言论自由、艺术自由以及其他人权在七五宪法中被删除。同时，纳税义务也被取消。较五四宪法，七五宪法的基调也发生了重大转变，内文插入了大量意识形态口号条款，包括声称国家以“马列毛主义”为指导。

## 七八宪法
毛泽东于1976年逝世，主导中国政治的四人帮于1976年10月倒台。七八宪法于1978年3月在华国锋主持下颁布。全文共四章六十节。在许多方面，七八宪法是过渡领导层利用毛泽东的道德权威巩固权力的愿望与扭转前一时期极左翼民众需求之间的妥协。一方面，新宪法在很多地方保持了七五宪法的思想基调，如宪法第十六条规定“国家机关工作人员必须认真学习马克思主义、列宁主义、毛泽东思想，全心全意地为人民服务”；第十九条规定“中华人民共和国武装力量的根本任务是：[...] 防御社会帝国主义、帝国主义及其走狗的颠覆和侵略”。与此同时，宪法第三条强调了“社会主义民主”的必要性，1954年的政府体制基本得到恢复（包括对行政权力的重大制约）。

## 八二宪法
七八宪法仍然只是昙花一现。1978年12月，中共十一届三中全会开始了一系列的检讨和改革，确认邓小平为最高领导人，由邓支持的改革派领导人进入政府高层。作为邓派政治改革议程的一部分，第四部宪法于1982年12月4日颁布。八二宪法诞生于这样一个政治环境：过去，包括毛泽东的错误以及1949年以来的中共几乎所有的政策，都相对客观地重新审视，国家的未来（包括追求市场经济改革）是被公开辩论。结果，八二宪法将政府结构大体恢复至五四宪法水平，设立国家军委，与中共中央军委是一个机构两块牌子，并复设国家主席和副主席，限制只可以连任一次。公民的基本权利和义务被大大扩展，并在政府结构规定之前上升到第二章。基于政治和经济改革的成效，八二宪法随后在1988年、1993年、1999年、2004年和2018年进行了修订。最近一次修订在2018年3月11日。
由于1982年另订立的新的宪法而非对七八宪法进行修订，依据八二宪法建立的政府制度发生了一些变化，其中1989年的变动最为重要。根据八二宪法草案和中国政治的实际情况，党和国家权力将分配给中共中央总书记、国务院总理和中央军委主席，国家主席只作为象征性的国家元首，没有实权。1989年六四事件中，中央军委主席邓小平利用党章和宪法赋予的正式职权，向北京调兵，以支持时任国务院总理李鹏宣布的戒严令，并下令中国人民解放军协助在北京的清场行动。上述行动违背时任中共中央总书记赵紫阳的意愿，赵随之被罢免。为应对独立权力中心之间的冲突，新任总书记江泽民在邓小平1989年辞任后兼任中央军委主席。
2018年第十三届全国人民代表大会通过了宪法修正案，取消国家主席和国家副主席任期限制。